# Малинівка (Брусилівська селищна громада)
Мали́нівка (до 08.04.1963 року Теснівка) — село в Україні, у Житомирському районі (до 2020 р. у Брусилівському районі) Житомирської області. Населення становить 31 осіб.

## Історія
Засноване наприкінці 1850-х років як Едуардів хутір, на честь батька власників хутора, Едуарда Боярського. Згодом мало назву Теснівка і належало товариству селян.
1885 року на Едуардовому хуторі було 5 дворів, мешкало 19 осіб. 1900 року хутір Едуардів (Едвардів) мав лише 1 двір і 4 мешканці.
Не раніше 1927 року на місці хутора Едуардів формується село Теснівка, що з 1963 року носить сучасну назву.

## Населення

### Мова
Розподіл населення за рідною мовою за даними перепису 2001 року:
| Мова       | Кількість | Відсоток |
| ---------- | --------- | -------- |
| українська | 29        | 93.55%   |
| російська  | 2         | 6.45%    |
| Усього     | 31        | 100%     |